# Daniela Speranza
Daniela Speranza (Montevideo, 6 de enero de 1965) es una directora, guionista y docente de cine uruguaya.

## Carrera
En 1990 se graduó como directora de cine en la Escuela Internacional de Cine y Televisión de San Antonio de los Baños, en Cuba.
Se desempeñó como asistente de dirección en las películas La historia casi verdadera de Pepita la pistolera (Beatriz Flores Silva, 1993) y Patrón (Jorge Rocca, 1995). En 1993 dirigió el documental Hogar Dulce Hogar.
En 2001 estrena su primer largometraje de ficción Mala Racha. La película fue ganadora del Premio FONA 1999 y del Fondo Capital de la Intendencia de Montevideo en 1999. También obtuvo el Premio Félix Oliver y el premio a Mejor Ficción de largometraje en el Festival Cinematográfico Internacional del Uruguay, 2001. Cuenta cuatro historias independientes, que trascurren en Montevideo, con un denominador común: la mala suerte. Un personaje vincula las historias comentando las desdichas de esta gente, mientras prueba suerte en máquinas tragamonedas.
Durante el período 2004-2006 fue Directora de Producción de la Escuela Internacional de Cine y Televisión de San Antonio de los Baños.
En 2012 se estrena Rambleras, su segundo largometraje, una coproducción entre Uruguay y Argentina. Entre varios apoyos para su producción, Rambleras ha obtenido ayudas del Programa Ibermedia, del Programa Montevideo Socio Audiovisual y el Premio FONA en 2004. Es una comedia, que relata la vida de tres mujeres uruguayas, distintas y con aspectos en común, que deben tomar una decisión importante en sus vidas.
Es docente en la Escuela de Cine del Uruguay y en la Licenciatura en Ciencias de la Comunicación de la Universidad de la República.

## Filmografía
- 1993, Hogar Dulce Hogar (Documental)
- 2001, Mala Racha (Ficción)
- 2012, Rambleras (Ficción)

## Premios
- El guion de Mala racha obtuvo el primer premio del concurso del FONA en 1999.[3]
- El guion de Rambleras obtuvo una beca para participar en el “1er. Curso de Desarrollo de Proyectos Cinematográficos Iberoamericanos” organizado por Casa de América, España
- Premio FONA para la producción de Rambleras en 2004[8]
- El 2005 obtuvo el premio del programa Ibermedia (Desarrollo y coproducción) en 2005[5]